# Алдама, Ямиле
Ямиле Алдама Посо (исп. Yamilé Aldama Pozo; род. 14 августа 1972, Гавана) — легкоатлетка, выступавшая за Кубу, Судан и Великобританию и специализирующаяся в тройном прыжке. Чемпионка мира в помещении, участница четырёх Олимпиад.

## Карьера
Ямиле Алдама родилась в Гаване и начала выступать за кубинскую сборную. Первоначально он специализировалась в семиборье и прыжках в высоту, но позднее переквалифицировалась в тройной прыжок. Ялдама смогла квалифицироваться на Олимпиаду 1996 года, но из-за травмы не смогла в них поучаствовать. В 1999 году кубинка встала победительницей Панамериканских игр, а на чемпионате мира в Севилье заняла второе место. На Олимпиаде в Сиднее Ялдама остановилась в шаге от медали, заняв четвёртое место с результатом 14.30.
В 2001 году Алдама вышла замуж за шотландского телепродюсера Эндрю Доддса. Она обратилась за получением британского гражданства, но из-за того, что её муж был вовлечён в схемы наркотраффика она не получила гражданство по упрощённой схеме. Чтобы не пропустить Игры в Афинах Ямиле стала искать страну, которая бы предоставила ей гражданство. Она обращалась в Чехию, Испанию, Италию, но в конечном итоге 21 января 2004 года получила суданский паспорт и возможность выступать за эту страну на Олимпиаде.
В олимпийских соревнованиях Алдама не допрыгнула 1 см до 15-метровой отметки и стала пятой. В том же году она стала вице-чемпионкой мира в помещении, а в 2005 году на чемпионате мира в Хельсинки стала четвёртой.
На чемпионатах мира в Осаке и Берлине Ямиле Алдама выступала неудачно, даже не проходя в финальные соревнования. На Олимпиаде в Пекине она и вовсе провалила квалификацию, сделав заступ во всех трёх попытках и осталась без места.
В 2011 году Алдама наконец-то получила британский паспорт и возможность выступать в составе этой сборной. В 2012 году она стала чемпионкой мира в помещении уже защищая британский флаг, а на Олимпийских играх стала пятой, несмотря на то, что занимала после квалификации третье место.
Перед Играми Содружества 2014 Алдама собиралась принять шотландское гражданство, но выступила под английским флагом и заняла на этих соревнованиях седьмое место.